# Rathaus (Landshut)

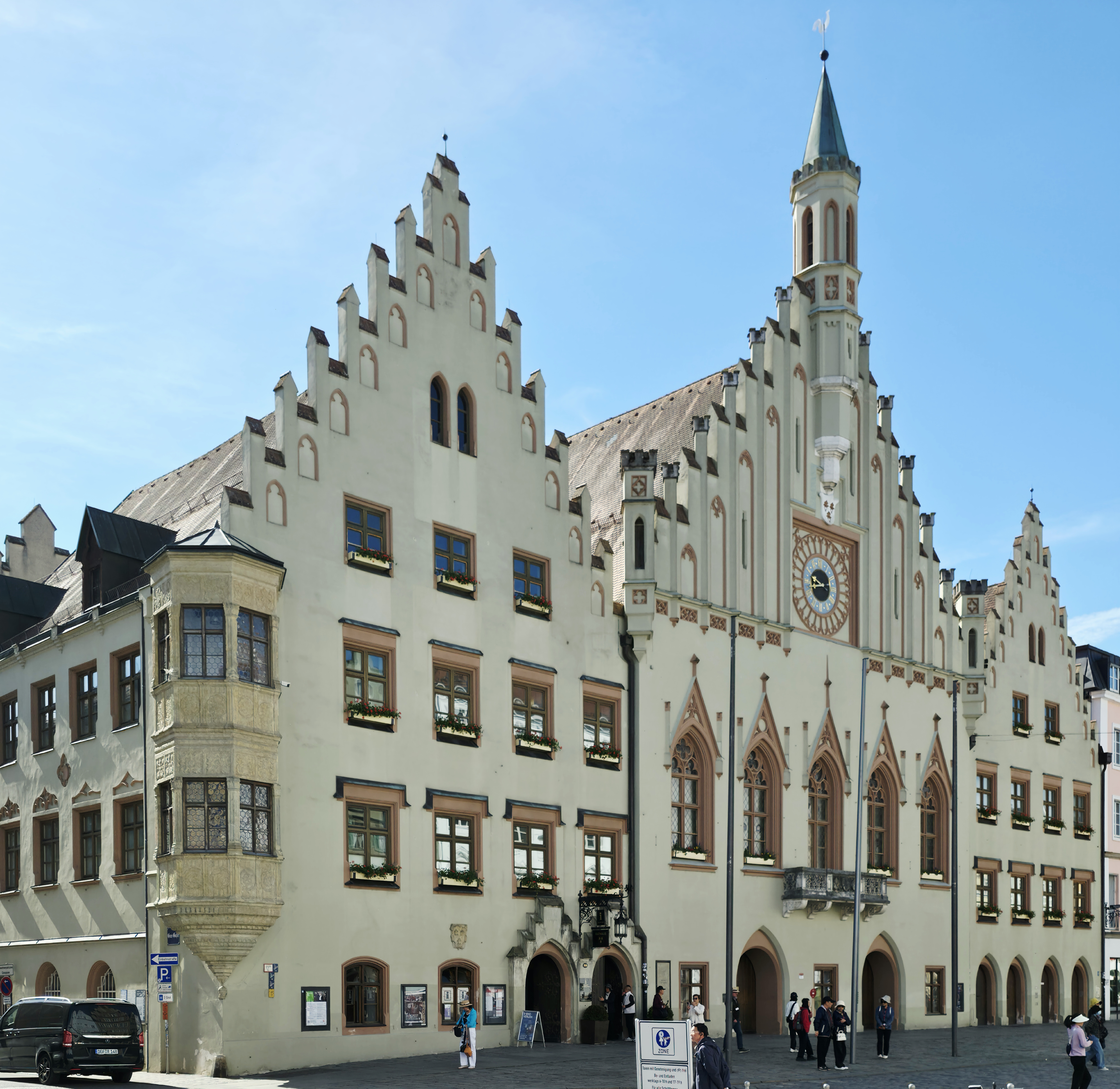
Rathaus Landshut

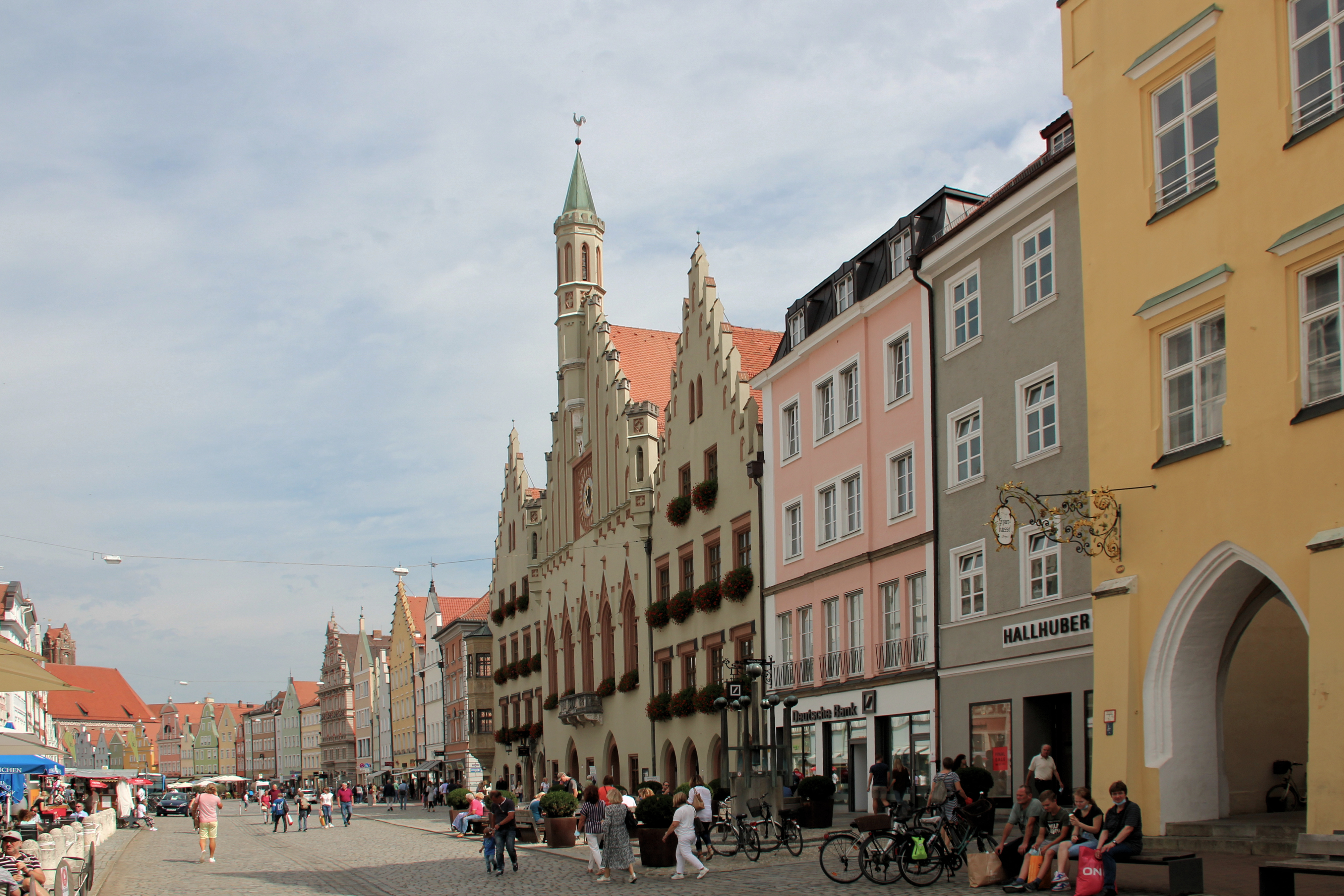
Die Altstadt mit dem Rathaus

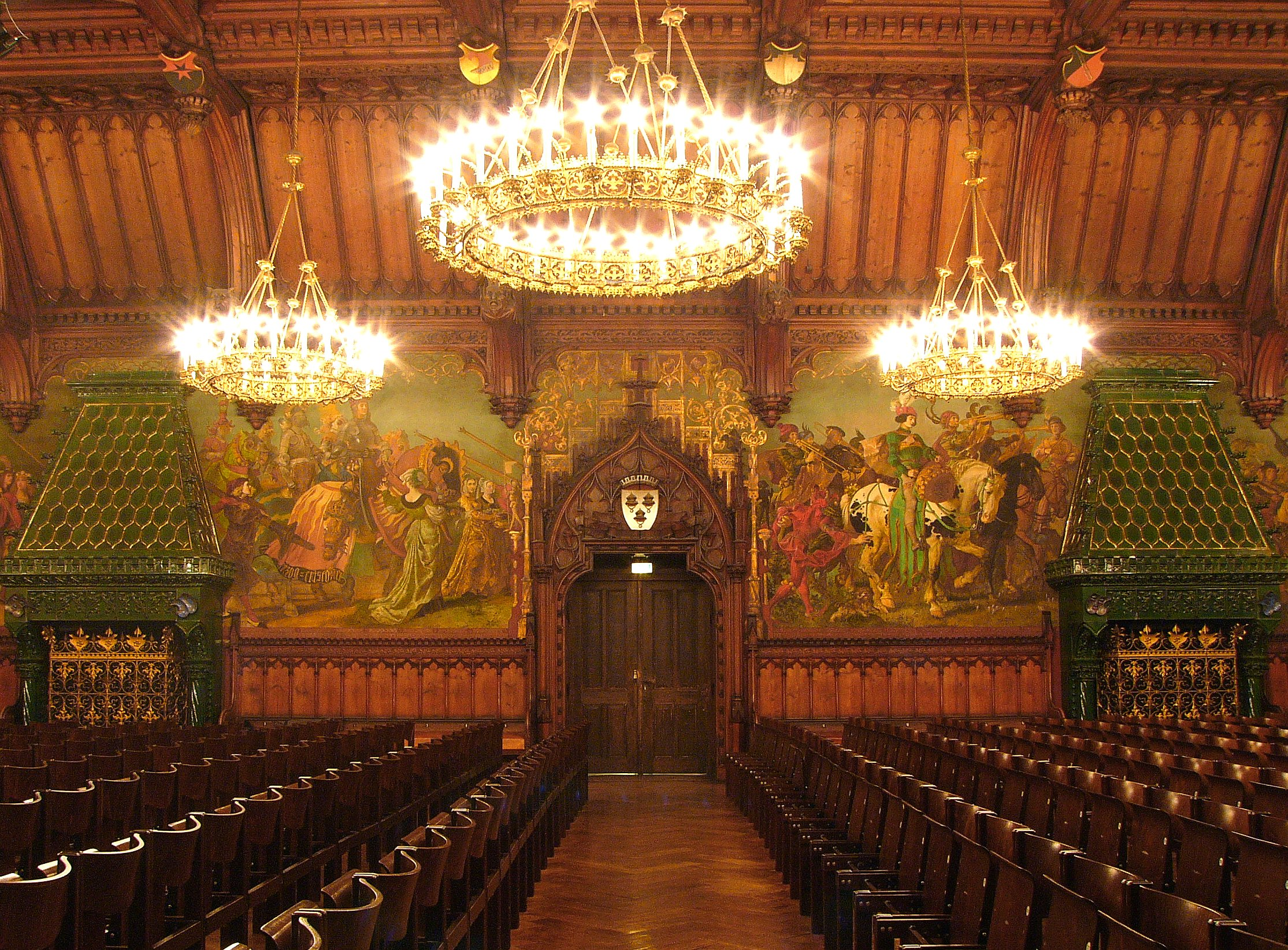
Prunksaal des Rathauses Landshut, entworfen von Georg von Hauberrisser

Das Rathaus Landshut ist ein Rathaus in der Altstadt von Landshut.
Das stattliche Flügel-Bauwerk in Sichtweite der Martinskirche entstand durch die Zusammenlegung und Umgestaltung von drei ursprünglich einzelnen gotischen Häusern. Im Jahr 1380 erwarb die Stadt das mittlere Haus, 1452 und 1503 kamen die Erweiterungsbauten dazu. 1570/71 erfolgte ein Umbau des Nord-Flügels, wovon sich ein Eck-Erker erhalten hat.
In den Jahren 1860/61 wurde das Rathaus von Leonhard Schmidtner nach dem Vorbild des Frankfurter Römers in die heutige Form gebracht. Von 1876 bis 1880 besorgte Georg von Hauberrisser den neugotischen Rathausprunksaal. 1880 bis 1882 kamen die Wandgemälde dazu, die darauf zurückgehen, dass bei der Landshuter Fürstenhochzeit ein Teil des Baus als Tanzsaal hergerichtet worden war und hier der Tanz der Brautleute stattfand. Die Gemälde der in München ansässigen Maler Ludwig von Löfftz, Rudolf Seitz, August Spieß (1841–1923) und Konrad Weigand (1842–1897) zeigen eine historisierende Darstellung des spätmittelalterlichen Hochzeitszuges des Jahres 1475. Das Landshuter Motiv der Anordnung von portalflankierenden neogotischen Prunkkaminen, stadthistorischen Gemälden und geschnitzter Holzdecke mit Prunkleuchtern im Rathausfestsaal verwendete Architekt Hauberrisser wenige Jahre später bei der Ausgestaltung des neospätgotischen Festsaales des Rathauses St. Johann in ähnlicher Form wieder.
Kurz nach Fertigstellung der Bilder im Landshuter Rathausfestsaal wurde beschlossen, das dargestellte Ereignis als wiederkehrendes historisches Festspiel aufzuführen. Der Rathausprunksaal kann besichtigt werden.